# 42 Batalion Łączności Specjalnej

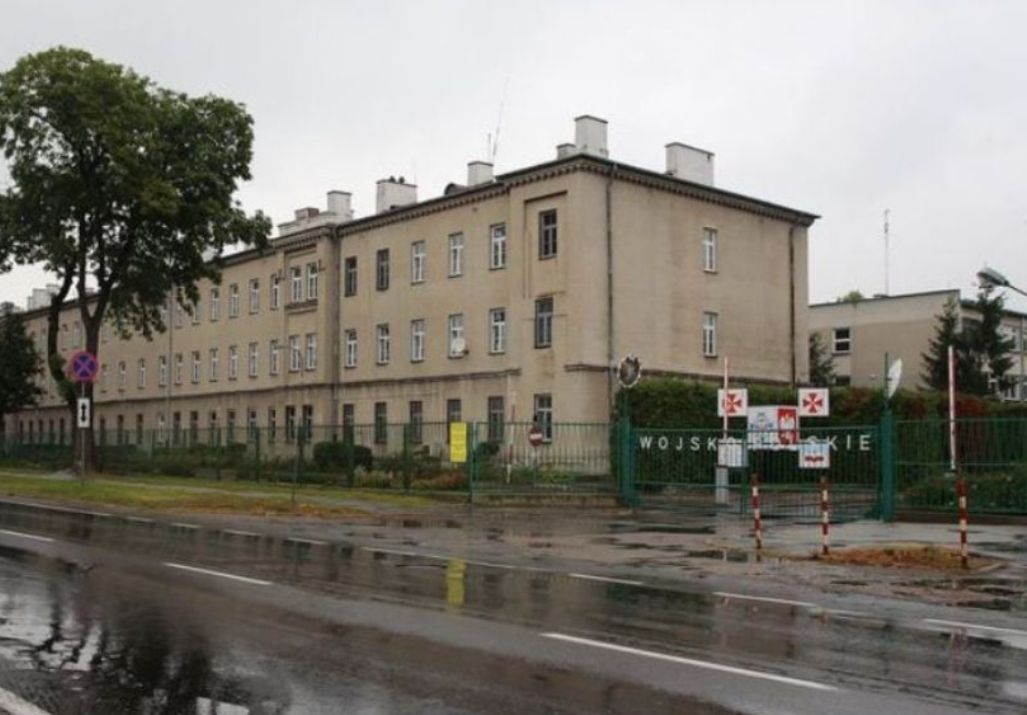
Przasnysz, 2013r. – w tych koszarach stacjonowała JW 4762

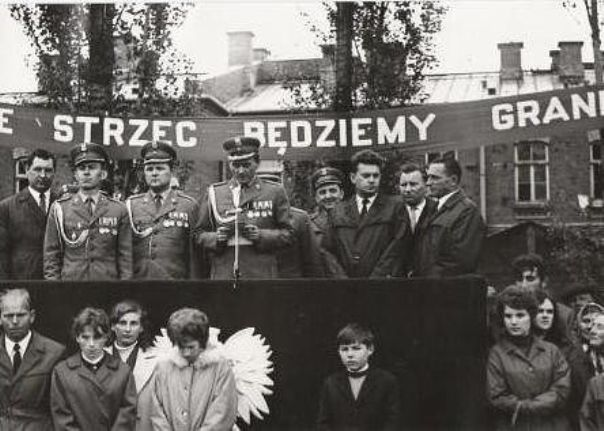
Garnizon Przasnysz, 1971r. Przemawia Dowódca 42 błs mjr Artur Mucha

42 batalion łączności specjalnej (42 błs) – samodzielny pododdział  łączności ludowego Wojska Polskiego i okresu transformacji ustrojowej.
42 batalion łączności specjalnej został sformowany na podstawie zarządzenia organizacyjnego szefa Sztabu Generalnego Wojska Polskiego z lutego 1968 roku, w Przasnyszu i podporządkowany szefowi Zarządu II Sztabu Generalnego WP.
5 kwietnia 1968 na podstawie rozkazu powołano grupę kadry zawodowej do utworzenia 42 batalionu łączności specjalnej. Batalion został sformowany w 1968 roku, w garnizonie Przasnysz. W lipcu 1968, w kompleksie koszarowym JW 4420, batalion rozpoczął wykonywanie zadań szkoleniowych w zabezpieczeniu łączności specjalnej w działaniach agenturalnych dla Zarządu II Sztabu Generalnego Wojska Polskiego. 42 batalion łączności specjalnej wraz ze szkołą podoficerską (20 Ośrodek Szkolenia Specjalistów Radioelektroniki) miał 253 etatów.
Z dniem 15 lipca 1968 szef Zarządu II Sztabu Generalnego WP powierzył pełnienie obowiązków dowódcy batalionu majorowi Arturowi Musze z zadaniem szkolenia i zabezpieczenia łączności specjalnej w działaniach agenturalnych dla Zarządu II Sztabu Generalnego. W batalionie zostały zorganizowane trzy specjalistyczne kompanie wraz z plutonami zabezpieczającymi.
W lipcu 1972 batalion został dyslokowany do Grajewa, a w październiku 1975 do Łodzi-Lublinka, gdzie zajął koszary przy ul. Dubois 114.
W 1993 roku 42 batalion łączności specjalnej został rozformowany.
Z chwilą dyslokacji jednostki do Grajewa zmieniła się podległość organizacyjna batalionu. batalion został podporządkowany Dowódcy Warszawskiego Okręgu Wojskowego. Natomiast po zmianie dyslokacji do m. Łódź batalion został podporządkowany Dowódcy Pomorskiego Okręgu Wojskowego.

## Dowódcy
- mjr Artur Mucha (1968–1974)
- ppłk dypl. Marian Sołoducha (1974–1976)
- ppłk dypl. Janusz Modrzyński (1976–1982)
- ppłk dypl. Mirosław Puczyński (1982–1988)
- ppłk dypl. Andrzej Pacuszka (1988–1993)